# Медведев, Игорь Борисович
И́горь Бори́сович Медве́дев (род. 13 октября 1961, Тула) — советский и российский офтальмолог, Заслуженный врач Российской Федерации, глазной микрохирург, первый в России и один из первых основателей технологии Lasik в мире, основатель рефракционной кератопластики и фотодинамической терапии в России, метода рефракционной ламелярной кератопластики, эксимерлазерного кератомилеза in situ; профессор, заведующий кафедрой офтальмологии факультета дополнительного профессионального образования ФГБОУ ВО РНИМУ им. Н. И. Пирогова Минздрава России.

## Биография
Игорь Борисович Медведев родился 13 октября 1961 года в городе Тула.
В 1981 поступил на лечебный факультет и в 1988 году окончил Первый Московский государственный медицинский университет имени И. М. Сеченова. Во время обучения в институте работал медбратом в городской больнице. Будучи студентом, участвовал в работе Международной организации Красный Крест, принимал участие во Всемирном съезде организации в 1997 г. в Женеве. После окончания института с 1988 года по 1989 гг. проходил обучение в интернатуре по специальности «Офтальмология» на базе городской офтальмологической больницы г. Москвы.
В МНТК «Микрохирургия глаза» не прошло и недели после зачисления Игоря Борисовича в штат института, как С. Н. Федоров сделал его своим референтом. Через два года после защиты кандидатской диссертации молодой ученый защитил докторскую. В конце 80-х он был единственным в стране хирургом, делавшим кератомилез.
В 1994 г. Медведев И. Б. защитил кандидатскую диссертацию по теме «Коррекция миопии высокой степени методом кератомилеза insitu»
В 1996 г. — докторскую диссертацию на тему «Хирургическая коррекция аномалий рефракции на основе ламеллярной кератопластики».
В 1998 году организовал в Париже первый Французско-Российский съезд по рефракционной кератопластике. В 1999 году открыл Международный центр охраны зрения в Москве. В 2003 году основал Фонд помощи слепым и слабовидящим, Фонд поддержки и взаимопомощи Медведевых, открыл первый салон оптики. В 2005 году открыл многопрофильную клинику и аптеку. В 2008 году стал президентом Федерации футбола слепых. С 2008 года является членом Паралимпийского комитета РФ. В 2009 году стал членом Координационного совета по делам инвалидов при мэре Москвы. С марта 2009 года — член исполкома РФС. С ноября 2009 года — председатель медицинского комитета исполкома РФС. В декабре 2009 года был избран на ученом совете Российского национального исследовательского медицинского университета заведующим кафедрой офтальмологии ФДПО. С января 2010 года — советник министра спорта, туризма и молодёжной политики РФ. С февраля 2010 года является членом редакционной коллегии журналов «Офтальмология» и «Клиническая офтальмология».
Его основная область исследований — патология роговицы, и он является основоположником рефракционной кератопластики в России. На практике им реализованы высокотехнологичные операции по коррекции зрения при различных видах аметропии: разработана одномоментная хирургическая коррекция миопии высокой степени и сложного миопического астигматизма методом рефракционной ламелярной кератопластики; эксимерный лазерный кератомилез in situ выполнен и впервые внедрен в широкую хирургическую практику. Эта лазерная технология используется во всех специализированных центрах в России, а также за рубежом в Европе, США, Канаде и Сирии. Проведены доклинические и клинические испытания, внедрены в широкую практику методы бесшовной хирургии. Эта технология снизила интраоперационные и послеоперационные осложнения и сократила период восстановления для коррекции миопии высокой степени, дальнозоркости и астигматизма, что позволило пациентам дать пожизненную гарантию на все виды этих операций. Для проведения этих операций И. Б. Медведевым были разработаны специальные хирургические инструменты — комбинированный толкатель роговичного диска, усовершенствовано оборудование для хирургической коррекции миопии высокой степени и сложного миопического астигматизма. За научно-технические разработки им получено более 15 патентов и авторских свидетельств, выдано 64 рационализаторских предложения в области офтальмологии. Все разработки направлены на лечение самых распространенных форм патологии зрения, развитие и внедрение этих методик в практическое здравоохранение.
Медведев И. Б. первым в стране применил фотодинамическую терапию в клинической практике (благодаря этому методу лечения стало возможным сохранить зрение людей, ранее обреченных на медленное угасание зрительных функций в результате дегенерации жёлтого пятна) и технологию кросслинкинга при кератоконусе (этот метод лечения позволяет отложить, а в некоторых случаях избежать такой сложной и дорогостоящей операции, как пересадка роговицы).
С 2009 года И. Б. Медведев готовит квалифицированные кадры в Российском национальном исследовательском медицинском университете им. Н. И. Пирогова, являясь заведующим кафедрой офтальмологии, профессором факультета дополнительного профессионального образования.
Медведев И. Б. ведёт благотворительную деятельность, организуя рабочие места для людей с ограниченными возможностями. Он является учредителем «Центра помощи слепым и слабовидящим». Один из проектов Центра — ресторан «В темноте?!», где многие сотрудники, в том числе официанты — инвалиды по зрению. Восстанавливает зрение детям из домов-интернатов Смоленска и Ростова.

## Награды и звания
Звания
- Профессор
- Почётное звание «Заслуженный врач Российской Федерации» (26 декабря 2011 года) — за заслуги в области здравоохранения и многолетнюю добросовестную работу
- Академик РАЕН
- Член Немецкого общества офтальмологов (1991 год),
- Член Американского общества катарактологов и рефракционных хирургов (1998 год),
- Член Американской академии офтальмологов (1997 год).
- Член Французского общества офтальмологов (2000 год),
- Член Европейского общества катарактологов и рефракционных хирургов (2001 год).

Награды
- высший почетный знак Паралимпийского комитета «За заслуги в развитии паралимпийского движения в России» 2 Ноября 2016[13]
- Юбилейная медаль «75 лет Победы в Великой Отечественной войне 1941—1945 гг.» (11 июля 2020 года) — Доктору Медведеву И. Б., начальник штаба ВС России вручил медаль в ознаменование 75-летия Победы за оказание медицинской помощи ветеранам ВОВ и офицерам боевых действий, а также за другие заслуги перед Родиной[14]
- 9 февраля 2017 года в Богоявленском соборе профессор Медведев Игорь Борисович был награждён орденом Почаевской иконы Пресвятой Богородицы и грамотой за заслуги перед Украинской Православной Церковью[15].
- Медаль «За заслуги перед отечественным здравоохранением»
- Медаль «За трудовую доблесть»[16]
- Медаль «В память 850-летия Москвы»
- Орден Дружбы (2022 г.)[17]

## Научные работы
1.	Одномоментная хирургическая коррекция высокой миопии и сложного миопического астигматизма методом рефракционной ламелярной кератопластики
```
	Офтальмология, 1997 (3)
```

Соавторы:Карамян А.А, Милова С.В., Евсюков А.Г.
2..	Результаты кристаллографического анализа слезной жидкости при различных формах дистрофической патологии глаз.
```
	Офтальмохирургия; 1997; (2)
```

Соавторы: Шилкин Г.А.; Ярцева Н.С.; Григорьянц Т.Н.; Андрейцев А.Н.; Перова Н.В.; Колединцев М.Н.
читать статью ››
3.	Экспериментальные физико-химические исследования аутогезии роговицы при ламеллярной кератопластике.
```
	Офтальмохирургия: 1995; (2)
```

Соавторы: Федоров С.Н.; Федосеев В.Н.; Яновская Н.П.
читать статью ››
4.	Миопический кератомилез in situ - как хирургический метод коррекции высокой близорукости.
```
	Офтальмохирургия; 1994; (3)
```

Соавторы: Федоров С.Н.; Зуев В.К.; Федосеев В.Н.
читать статью ››
5.	Кератомилез с эксимерной кератэктомией в хирургической коррекции высокой миопии (клинический случай).
```
	Офтальмохирургия; 1993; (1)
```

Соавторы: Федоров С.Н.; Семенов А.Д.; Зуев В.К.; Магарамов Д.А.; Савинков О.И.
читать статью ››
6.	Метод определения твердости ядра хрусталика.
```
	Офтальмохирургия; 1990; (1)
```

Соавторы: Коростелева Н.Ф.; Нерсесов Ю.Э.; Шалыгин Г.Ф.; Трубилин В.Н.; Терещенко А.В.
читать статью ››
7.	Первый опыт интрастромальной имплантации коллагеновых кольцевидных эксплантатов.
```
	Новые технологии микрохирургии глаза: Материалы 4-й научно-практ.конф. Оренбург; 1995
```

Соавторы: Федоров С.Н.; Багров С.Н.; Карамян А.А.; Бадзыма В.Г.
8.	Коррекция высокой близорукости методом кератомилеза.
```
	Тезисы докл. 8-го съезда офтальмологов Украинской ССР. Одесса; 1990
```

Соавторы: Федоров С.Н.; Ивашина А.И.; Легошин В.А.
9.	Коррекция кератоконуса путем интрастромальной кератопластики с использованием донорской роговицы.
```
	Офтальмохирургия и применение лазеров в офтальмологии: 2-я Всерос. научно-практ. конф. молодых ученых: Тез. докл. М.; 1991
```

Соавторы: Легошин В.А.
10.	Первые результаты миопического кератомилеза in situ.
```
	Офтальмохирургия и применение лазеров в офтальмологии: 2-я Всерос. научно-практ. конф. молодых ученых: Тез. докл. М.; 1991
```

Соавторы: Легошин В.А.
11.	250 случаев миопического кератомилеза in situ.
```
	2-й междунар.симпозиум по рефракционной хирургии, имплантации ИОЛ и комплексному лечению атрофии зрительного нерва: Тез.докл. М.
```

Соавторы: Легошин В.А.
12.	Первые результаты коррекции гиперметропии высокой степени методом аутокератофакии.
```
	2-й междунар. симпозиум по рефракционной хирургии, имплантации ИОЛ и комплексному лечению атрофии зрительного нерва: Тез.докл. М.; 1991
```

Соавторы: Федоров С.Н.; Легошин В.А.; Игнатьев С.Г.
13.	Эксимер-лазерный кератомилез in situ.
```
	Офтальмохирургия; 1992; (3)
```

Соавторы: Федоров С.Н.; Зуев В.К.; Магарамов Д.А.
14.	Международная конф., посв. 60-летию Казахского НИИГБ: Тез.докл. Алма-Ата; 1993
```
	Офтальмохирургия; 1993; (1)
```

Соавторы: Медведева Н.И.; Федосеев В.Н.
15.	Интерламеллярная гомокератофакия по Федорову.
```
	Офтальмохирургия; 1993; (1)
```

Соавторы: Федосеев В.Н.; Смирнова Н.Г.
16.	Миопический кератомилез in situ - в профилактике слабовидения.
```
	Возрастные особенности органа зрения в норме и при патологии (Профилактика слепоты и слабовидения). М.; 1992
```

17.	Коррекция гиперметропии методом ламеллярной кератотомии при слабовидении.
```
	Возрастные особенности органа зрения в норме и при патологии (Профилактика слепоты и слабовидения). М.; 1992
```

Соавторы: Блохина И.Н.; Смирнова Н.И.
18.	Усовершенствованная технология миопического кератомилеза при высокой близорукости.
```
	Автореф.дис. М.; 1994
```

19.	Первый опыт интрастромальных имплантаций коллагеновых линз.
```
	Актуальные проблемы современной офтальмологии: Российская конф. Офтальмологов. Посв. 75-летию Смоленской ГМА: Тез.докл. Смоленск; 1995
```

Соавторы: Федоров С.Н.; Багров С.Н.; Федосеев В.Н.
20.	Хирургическое лечение гипо- и гиперкоррекции методом ламеллярной кератопластики.
```
	Актуальные проблемы современной офтальмологии: Российская конф.офтальмологов посв. 75-летию Смоленской ГМА: Тез.докл. Смоленск; 1995
```

Соавторы: Федоров С.Н.; Бадзыма В.Г.
21.	Potentialities of myopic keratomileusis in situ; surgical technique, results and their analysis.
```
	The 4-th international cataract, implant, microsurgical and refractive keratoplasty meeting: Abstracts. Seoul; 1991
```

Соавторы: Legoshin V.A. (Легошин В.А.)
22.	Интрастромальная имплантация линз из сополимера коллагена при высокой гиперметропии и послеоперационной афакии.
```
	Новые технологии микрохирургии глаза: Материалы 4-й научно-практ.конф. Оренбург; 1995
```

Соавторы: Федоров С.Н.; Багров С.Н.; Карамян А.А.; Семенов С.В.
23.	Хирургическое лечение гипо- и гиперкоррекции методом ламеллярной кератотомии.
```
	Новые технологии микрохирургии глаза: Материалы 4-й научно-практ.конф. Оренбург; 1995
```

Соавторы: Семенов С.В.
24.	Клапанный миопический кератомилез. Новые технологии микрохирургии глаза
```
	Материалы 4-й научно-практ.конф. Оренбург; 1995
```

Соавторы: Семенов С.В.; Карамян А.А.
25.	Бесшовная гомокератофакия.
```
	Новые технологии микрохирургии глаза: Материалы 4-й научно-практ.конф. Оренбург; 1995
```

Соавторы: Федосеев В.Н.; Карамян А.А.
26.	Бесшовный кератомилез.
```
	Актуальные проблемы современной офтальмологии: Российская конф.офтальмологов, посв. 75-летию Смоленской ГМА: Тез.докл. Смоленск; 1995
```

Соавторы: Семенов С.В.; Милова С.В.
27.	Intrastromale implantation der kollagenen transplantate.
```
	Deutsche Ophthalmologische Gesellschaft Heidelberg. Mannheim; 1995
```

Соавторы: Fjodorow S.N. (Федоров С.Н.)
28.	Усовершенствование способа догоспитальной охраны зрения.
```
	Вест.офтальмологии; 1995; (3)
```

Соавторы: Ковалевский Е.И.; Смирнова Т.С.; Медведева Н.И.
27.	Исследование возможности коррекции гиперметропии высокой степени методом аутокератофакии.
```
	Новое, прогрессивное - в практику здравоохранения: Тез. 26-й научно-практ.конф.врачей Ульяновской области. Ульяновск; 1991
```

Соавторы: Федоров С.Н.; Ивашина А.И.; Легошин В.А.; Игнатьев С.Г.
28.	Новое в технологии миопического кератомилеза in situ при высокой близорукости.
```
	Новые технологии микрохирургии глаза: Материалы 3-й научно-практ.конф. Оренбург; 1994
```

Соавторы: Федоров С.Н.; Семенов С.В.; Федосеев В.Н.; Бадзыма В.Г.
29.	Автоматизированная ламеллярная кератопластика при миопии, клапанная технология.
```
	Актуальные проблемы офтальмологии: Сб.науч.тр. Уфа; 1996
```

Соавторы: Карамян А.А.; Семенов С.В.; Захарова Е.В.
30.	Автоматизированная ламеллярная кератопластика как метод хирургической коррекции высокой близорукости.
```
	Офтальмохирургия; 1996; (1)
```

Соавторы: Федоров С.Н.; Карамян А.А.; Семенов С.В.; Медяник Е.В.
31.	Коррекция гиперэффекта радиальной кератотомии методом ламеллярной кератотомии.
```
	Офтальмохирургия; 1995: (4)
```

Соавторы: Федоров С.Н.
32.	Применение свежей донорской ткани для послойной кератопластики.
```
	Пластическая хирургия придаточного аппарата глаза и орбиты: Материалы научно-практ.конф. М.; 1996
```

Соавторы: Карамян А.А.; Милова С.В.; Семенов С.В.
33.	Автоматизированная ламеллярная кератопластика при миопии.
```
	Актуальные проблемы аметропии у детей: Междунар.конф., посв. 90-летию РГМУ: Сб.науч.ст. М.; 1996
```

Соавторы: Карамян А.А.; Медведева Н.И.; Милова С.В.
34.	Микроламеллярная кератопластика для коррекции гиперметропии.
```
	Междунар.конф., посв. 90-летию РГМУ: Сб.науч.ст. М.; 1996
```

Соавторы: Карамян А.А.; Милова С.В.; Серёгин А.Ю.; Медведева Н.И
35.	Ламеллярная кератопластика для коррекции гиперметропии.
```
	Офтальмохирургия; 1996; (2)
```

Соавторы: Карамян А.А.; Милова С.В.; Серёгин А.Ю.; Захарова Е.В.
36.	Автоматизированная ламеллярная кератопластика при миопии.
```
	Актуальные проблемы офтальмологии: Тез.докл.научно-практ.конф. Киров; 1996
```

Соавторы: Карамян А.А.; Милова С.В.
37.	Сочетание ламеллярной кератопластики с эксимер-лазерной хирургией для коррекции высокой гиперметропии.
```
	Офтальмохирургия; 1996; (4)
```

Соавторы: Федоров С.Н.; Семенов А.Д.; Карамян А.А.; Семенов С.В.; Сорокин А.С.
39.	Микро-ламеллярная кератопластика для коррекции высокой миопии.
```
	Офтальмология Центрального Черноземья и Среднего Поволжья в решении проблемы слепоты и слабовидения: Тез. межрегион.найчно-практ.конф. Тамбов; 1997
```

Соавторы: Карамян А.А.; Милова С.В
40.	Гиперметропический интрастромальный кератомилез in situ.
```
	Перспективы офтальмологической службы Восточно-Сибирского региона: Материалы 4-й регион.конф. Иркутск; 1996
```

Соавторы: Карамян А.А.;Семенов А.Д.; Милова С.В.
41.	ALK for high myopia correction.
```
	11-th Congress of the European Society of Ophthalmology. Budapest; 1997
```

Соавторы: Karamian A.(Карамян А.А.)
42.	Spatial contrast sensitivity function in high myopia patients before and after MLK.
```
	11-th Congress of the European Society of Ophthalmology. Budapest; 1997
```

Соавторы: Milova S.V.; Shpak A.A.; Karamyan A.A. (Милова С.В.; Шпак А.А.; Карамян А.А.)
43.	Lamellar refractive keratoplasty for high ametropia correction. Ophthalmological Summer School of Corneal Diseases, Eye Banking and Corneal Transplantation
```
	Proceedings. Dubrovnik; 1997
```

Соавторы: Karamian A.A. (Карамян А.А.)
44.	Микроламеллярная кератопластика для коррекции гиперметропии ( предварительное сообщение).
```
	Актуальные проблемы современной офтальмологии: Материалы Поволжской научно-практ. конф.офтальмологов. Саратов; 1996
```

Соавторы: Карамян А.А.; Милова С.В.
45.	Послойная оптическая и рефракционная кератопластика с применением "живой" донорской ткани.
```
	Актуальные проблемы современной офтальмологии: Материалы Поволжской научно-практ. конф.офтальмологов. Саратов; 1996
```

Соавторы: Мороз З.И.; Карамян А.А.; Милова С.В.
46.	Пространственная контрастная чувствительность у пациентов с высокой миопией после рефракционной ламеллярной кератопластики.
```
	Вестн.офтальмологии; 1997; (1)
```

Соавторы: Шпак А.А.; Карамян А.А.; Милова С.В.
47.	Усовершенствованная аутогезия роговицы при ламеллярной рефракционной кератопластике.
```
	Сборник научных работ (ММСИ - 75 лет). М.; 1997
```

Соавторы: Карамян А.А.; Кожухов А.А.
48.	Одномоментная хирургическая коррекция высокой миопии и сложного миопического астигматизма методом рефракционной ламеллярной кератопластики.
```
	Офтальмохирургия; 1997; (3)
```

Соавторы: Карамян А.А.; Милова С.В.; Евсюков А.Г.
49.	Одномоментная хирургическая коррекция высокой миопии и астигматизма.
```
	Актуальные вопросы детской офтальмологии: Материалы научно-практ.конф. М.; 1997
```

Соавторы: Карамян А.А.; Милова С.В.
50.	Хирургическая коррекция высокой близорукости эксплантатами из сополимера коллагена.
```
	Новое в офтальмологии; 1996; (2)
```

Соавторы: Федоров С.Н.; Багров С.Н.; Семенов С.В.; Карамян А.А.; Федосеев В.Н.
51.	Коррекция двусторонней афакии монофокальными ИОЛ для одновременного зрения вдаль и вблизи.
```
	Новые технологии микрохирургии глаза: Материалы 6-й научно-практ.конф.офтальмологов. Оренбург; Орск; 1998
```

Соавторы: Карамян А.А.; Яновская Н.П.
52.	Экспериментальное исследование аллопластических интракорнеальных линз для рефракционной кератопластики.
```
	Новые технологии микрохирургии глаза: Материалы 6-й научно-практ.конф.офтальмологов. Оренбург; Орск; 1998
```

Соавторы: Тимошкина Н.Т.; Багров С.Н.; Маклакова И.А.; Иноземцев А.П.; Бодров Ю.Д.; Ларионов Е.В.; Васин В.И.; Верзин А.А.
53.	Прямая послойная кератопластика "живым" донорским материалом с оптико-рефракционной целью.
```
	Современные проблемы офтальмологии: Материалы 5-й конф.офтальмологов Восточной Сибири. Иркутск; 1998
```

Соавторы: Мороз З.И.; Карамян А.А.; Сташкевич С.В.; Городецкий Б.К.; Костин Н.А.; Волкова О.С.
54.	Математическое моделирование оптической системы глаза с мультифокальными интраокулярными линзами.
```
	Научные тр. МНТК "Микрохирургия глаза". Вып.9. М.; 1998
```

Соавторы: Карамян А.А.; Бессарабов А.Н.
55.	Интерламеллярная рефракционная кератопластика эксплантатами из сополимера коллагена.
```
	Научные тр. МНТК "Микрохирургия глаза". Вып.9. М.; 1998
```

Соавторы: Карамян А.А.; Кожухов А.А.
56.	Лазерный кератомилез (LASIK) - новое слово в рефракционной хирургии.
```
	Современные проблемы офтальмологии: Материалы 5-й конф.офтальмологов Восточной Сибири. Иркутск; 1998
```

Соавторы: Городецкий Б.К.; Щуко А.Г.; Горенский А.А.
57.	Моновизуальная техника коррекции двусторонней афакии.
```
	Современные проблемы офтальмологии: Материалы 5-й конф.офтальмологов Восточной Сибири. Иркутск; 1998
```

Соавторы: Щуко А.Г.; Сташкевич С.В.; Яновская Н.П.
58.	Оптико-реконструктивные операции на основе сквозной кератопластики в реабилитации больных с тяжелой посттравматической патологией.
```
	Современные проблемы офтальмологии: Материалы 5-й конф. офтальмологов Восточной Сибири. Иркутск; 1998
```

Соавторы: Шантурова М.А.; Сенченко Н.Я.; Сташкевич С.В.
59.	Первый опыт микроламеллярной кератопластики для коррекции высокой гиперметропии у детей.
```
	Современные проблемы офтальмологии: Материалы 5-й конф.офтальмологов Восточной Сибири. Иркутск; 1998
```

Соавторы: Зубарева Л.Н.; Медведева Н.И.; Городецкий Б.К.; Щуко А.Г.
60.	Выбор оптических сил ИОЛ для интраокулярной коррекции афакии по моновизуальной технике.
```
	Новые технологии в повышении качества лечения заболеваний глаз в Приамурье: Материалы научно-практ. конф.офтальмологов Дальневосточного региона и Восточной Сибири. Хабаровск; 1998
```

Соавторы: Карамян А.А.; Яновская Н.П.
61.	Морфологические исследования кератофакии аллопластическими материалами в эксперименте.
```
	Новые технологии в повышении качества лечения заболеваний глаз в Приамурье: Материалы научно-практ. конф.офтальмологов Дальневосточного региона и ВосточнойСибири. Хабаровск; 1998
```

Соавторы: Тимошкина Н.Т.; Багров С.Н.; Ронкина Т.И.; Маклакова И.А.; Ларионов Е.В.; Васин В.И.; Верзин А.А.
62.	Первый опыт хирургической коррекции анизометропии у детей.
```
	4-я международная конф.по офтальмологии: Тезисы. Киев; 1998
```

Соавторы: Зубарева Л.Н.; Зубарева С.А.; Медведева Н.И.
63.	A new technique of microlamellar keratoplasty for surgical correction of high hyperopia.
```
	28-th International Congress of Ophthalmology. Amsterdam; 1998
```

Соавторы: Karamean A.A., Milova S.V.; Medvedeva N.I.; Evsioukov A.G. (Карамян А.А.; Милова С.В.; Медведева Н.И.; Евсюков А.Г.)
64.	LASIK - вчера, сегодня, завтра.
```
	1-й Съезд по рефракционной хирургии. Тезисы. М.; 1999
```

65.	Glare sensitivity and lowcontrast visual amity after microlamellar keratoplasty long-term results.
```
	XII Congress European society of Ophthalmology, Stockholm, Sweden. 1999
```

Соавторы: A.A. Shpak; S. Raj; M.A. Rudneva
66.	Первый практический опыт офтальмотелемедицины в России.
```
	Современные информационные технологии в диагностической, лечебной и образовательной деятельности: Материалы 4-й научно-практической конференции. М.; 2000
```

Соавторы: Трубилин В.Н.; Медведева Н.И.; Трубилина М.А.
67.	Первый опыт хирургической коррекции миопической анизометропии высокой степени у детей
```
	Тезисы докладов VII съезда офтальмологов. М.; 2000, часть 1
```

Соавторы: Алисов И.А., Зубарева С.А.
68.	Перспективы развития эксимер-лазерной хирургии.
```
	6-й международный симпозиум рефракционной и катарактальной хирургии: Тезисы. М.; 2001
```

69.	Перспективы развития рефракционной хирургии
```
	Труды международного симпозиума 18-20 декабря 2001. М.; 2001
```

70.	Коррекция миопии по технологии LASIK, проводимая одновременно со "СТОП-МИОПИЕЙ"
```
	Труды международного симпозиума 18-20 декабря 2001. М.; 2001
```

Соавторы: Н.И. Медведева, О.В. Туманова
71.	Первый опыт использования универсального факоэмульсификатора "NIDEK" - CV-24000 А/Р
```
	Труды международного симпозиума 18-20 декабря 2001. М.; 2001
```

Соавторы: А.В. Орлов, М.Е. Коновалов
72.	Лазерная хирургия глаза. Есть ли риск?
```
	Глаз +. М.; ноябрь-декабрь 2001
```

73.	Лечение амблиопии методом когнитивной модуляции остроты зрения (VIACOM - technology)
```
	Глаз. М.; № 6(22)/2001
```

Соавторы: О.В. Туманова, Е.Л. Михайленок
74.	Способ лечения фиброза задней капсулы при двусторонней бифокальной артифакии.
```
	Патент на изобретение № 2143252
```

Соавторы: Митбрейт М.И., Яновская Н.П.
75.	Способ хирургической коррекции высокой миопии в сочетании с астигматизмом.
```
	Патент на изобретение № 2129854
```

Соавторы: Милова С.В., Карамян А.А.
76.	Способ хирургической коррекции аномалий рефракции.
```
	Патент на изобретение № 2131237
```

Соавторы: Милова С.В., Карамян А.А., Тингаев В.В.
77.	Способ коррекции двусторонней афакии.
```
	Патент на изобретение № 2139698
```

Соавторы: Карамян А.А., Яновская Н.П.
78.	Способ лечения фиброза задней капсулы при бифокальной артифакии.
```
	Патент на изобретение № 2143251
```

Соавторы: Митбрейт М.И., Яновская Н.П.
79.	Способ хирургической коррекции миопии высокой степени.
```
	Патент на изобретение № 2121328
```

Соавторы: Карамян А.А., Семенов С.В., Федосеев В.Н., Милова С.В.
80.	Способ хирургической коррекции гиперэффекта после радиальной кератотомии.
```
	Патент на изобретение № 2131239
```

Соавторы: Федоров С.Н., Милова С.В., Карамян А.А., Коллединцев М.Н.
81.	Способ хирургической коррекции гиперметропии.
```
	Патент на изобретение № 2161941
```

82.	Способ хирургической коррекции гиперметропии и гиперметропического астигматизма.
```
	Патент на изобретение № 2163793
```

Соавторы: Федоров С.Н.,Ивашина А.И., Мороз З.И., Тингаев В.В., Медведева Н.И.
83.	Способ хирургической коррекции миопии и миопического астигматизма
```
	Патент на изобретение № 2160076
```

Соавторы: Ивашина А.И., Тингаев В.В., Медведева Н.И.
84.	Шпатель-ретрактор для заправления верхнего опорного элемента.
```
	Рац пред. № 772 от 11.01.89
```

Соавторы: Нерсесов Ю.Э.
85.	Крючок для заправления верхнего опорного элемента.
```
	Рац пред. № 771 от 11.01.89
```

Соавторы: Нерсесов Ю.Э.
86.	Боковой шпатель для заправления верхнего опорного элемента.
```
	Рац пред. № 783 от 1.03.89
```

Соавторы: Нерсесов Ю.Э., Терещенко И.Б.
87.	Ретробульбарная анестезия минимально эффективными дозами раствора кетамина.
```
	Рац пред. № 797 от 17.08.89
```

Соавторы: Нерсесов Ю.Э., Лободинская И.А., Горбатов О.И.
88.	Местное обезболивание минимальными дозами раствора калипсола и клофелина.
```
	Рац пред. № 796 от 17.08.89
```

89.	Местное обезболивание с помощью ретробульбарной инъекции минимальными дозами ардуана и калипсола в эксперименте.
```
	Рац пред. № 829 от 1.02.90
```

Соавторы: Антонова Е.Г., Лободинская И.А.
90.	Парабульбарная анестезия минимальными дозами общего анестетика кетамина и недеполяризующего миорелаксанта ардуака в эксперименте.
```
	Рац пред. № 828 от 1.02.90
```

Соавторы: Антонова Е.Г., Лободинская И.А.
91.	Обезболивание в эксперименте с использованием малых доз кетамина и тубарина (парабульбарно).
```
	Рац пред. № 827 от 1.02.90
```

Соавторы: Антонова Е.Г., Лободинская И.А.
92.	Ретробульбарная анестезия малыми дозами тубарина и калипсола в эксперименте.
```
	Рац пред. № 826 от 1.02.90
```

Соавторы: Антонова Е.Г., Лободинская И.А.
93.	Способ регуляции офтальмотонуса при операциях кератомилеза.
```
	Рац пред. № 847 от 10.04.90
```

Соавторы: Жильцов А.Б., Кокорев И.Ф.
94.	Модернизированнаяискусственная передняя камера глаза.
```
	Рац пред. № 855 от 30.05.90
```

Соавторы: Легошин В.А., Атамян М.С.
95.	Усовершенствованная конструкция пинцета ложечного для роговичного лоскута.
```
	Рац пред. № 864 от 17.09.90
```

Соавторы: Легошин В.А., Волошенюк А.П.
96.	Набор альгезиметров для определения чувствительности роговицы.
```
	Рац пред. № 887 от 20.06.91
```

Соавторы: Зуев В.К.
97.	Кератоскоп для операций рефракционной кератопластики.
```
	Рац пред. № 881 от 24.05.91
```

Соавторы: Легошин В.А., Кокорев И.Ф., Иванов И.Л.
98.	Разметчик для операций рефракционной кератопластики.
```
	Рац пред. № 875 от 14.03.91
```

Соавторы: Легошин В.А., Блохина И.Н., Матвеев А.В.
99.	Устройство для фиксации и промывания роговичного диска при операциях рефракционной кератопластики.
```
	Рац пред. № 888 от 24.06.91
```

Соавторы: Легошин В.А., Блохина И.Н., Матвеев А.В.
100.	Способ обезболивания при операции радиальной дозированной кератотомии.
```
	Рац пред. № 891 от 19.09.91
```

Соавторы: Иванов И.Л.
101.	Нож для операций рефракционной кератопластики с лейкосапфировой режущей частью.
```
	Рац пред. № 895 от 10.10.91
```

Соавторы: Зуев В.К., Блохина И.Н.
102.	Отметчик для разметки швов при операциях рефракционной кератопластики.
```
	Рац пред. № 908 от 11.02.92
```

Соавторы: Зуев В.К., Блохина И.Н.
103.	Устройство фиксации глазного яблока для операции радиальной кератотомии.
```
	Рац пред. № 917 от 13.05.92
```

Соавторы: Атамян М.С., Зевакина Е.Ю.
104.	Шлифовальное устройство с алмазным напылением.
```
	Рац пред. № 920 от 15.10.92
```

Соавторы: Блохина И.Н., Савинков О.И., Толгскому Р.Ю., Федосеев В.Н.
105.	Отметчик для имплантации отрицательной ИОЛ.
```
	Рац пред. № 945 от 14.10.93
```

Соавторы: Федосеев В.Н., Бадзыма В.Г., Кузнецов С.И., Семенов С.В.
106.	Дополнительные платки для микрокератома при операциях ламеллярной кератотомии.
```
	Рац пред. № 950 от 13.12.93
```

Соавторы: Федосеев В.Н., Бадзыма В.Г.
107.	Толкатель роговичных дисков при операциях рефракционной кератопластики.
```
	Рац пред. № 949 от 13.12.93
```

Соавторы: Федосеев В.Н., Семенов С.В.Яновская Н.П.
108.	Преоперационный тонометр при полостныхофтальмохирургичес-ких вмешательствах.
```
	Рац пред. № 952 от 21.01.94
```

Соавторы: Федосеев В.Н., Семенов С.В.Яновская Н.П.,Бадзыма В.Г.
109.	Кератоскоп плоский из ПММА.
```
	Рац пред. № 954 от 21.01.94
```

Соавторы: Зубарева Л.Н.; Медведева Н.И.; Городецкий Б.К.; Щуко А.Г.
110.	Преоперационный тонометр для рефракционной кератопластики.
```
	Рац пред. № 953 от 21.01.94
```

Соавторы: Федосеев В.Н., Семенов С.В.Яновская Н.П.,Кузнецов С.И.
111.	Устройство для бесшовной хирургии.
```
	Рац пред. № 967 от 7.04.94
```

Соавторы: Федосеев В.Н., Семенов С.В., Яновская Н.П., Бадзыма В.Г.
112.	Адгезиметр усовершенствованной конструкции.
```
	Рац пред. № 966 от 7.04.94
```

Соавторы: Федосеев В.Н., Семенов С.В.,Яновская Н.П., Мышанов А.И.
113.	Способ бесшовной рефракционной кератопластики.
```
	Рац пред. № 982 от 30.08.94
```

Соавторы: Федосеев В.Н., Семенов С.В.Семенов С.В., Бадзыма В.Г.
114.	Усовершенствованная техника автоматической ламеллярной кератопластики.
```
	Рац пред. № 981от 30.08.94
```

115.	Модификация операции гексогональной кератотомии.
```
	Рац пред. № 980 от 30.08.94
```

Соавторы: Федосеев В.Н., Семенов С.В.Медяник Е.В., Бадзыма В.Г.
116.	Комбинированный толкатель роговичных дисков.
```
	Рац пред. № 984 от 8.09.94
```

Соавторы: Федосеев В.Н., Семенов С.В.Перетрухин А.В., Милова С.В.
117.	Клапанная технология кератомилеза.
```
	Рац пред. № 1003 от 14.12.94
```

Соавторы: Федосеев В.Н., Семенов С.В.Милова С.В, Медяник Е.В., Бадзыма В.Г.
118.	Контейнер для хранения трансплантатов при хирургической коррекции различных видов аметропий.
```
	Рац пред. № 1002 от 14.12.94
```

Соавторы: Федосеев В.Н., Семенов С.В.Милова С.В, Медяник Е.В., Бадзыма В.Г.
119.	Толкатель усовершенствованной конструкции.
```
	Рац пред. № 1001 от 14.12.94
```

Соавторы: Федосеев В.Н., Семенов С.В.Милова С.В, Медяник Е.В.Бадзыма В.Г.
120.	Способ ретробульбарной анестезии.
```
	Рац пред. № 1000 от 14.12.94
```

Соавторы: Изегов С.А., Антонов В.В., Кежухова Н.Е., Семенов С.В., Куртышева Г.М.
121.	Набор "водильцев" для микрокератома собственной конструкции.
```
	Рац пред. № 1040 от 28.03.95
```

Соавторы: Карамян А.А., Бадзыма В.Г., Семенов С.В.
122.	Пинцет для укладки на роговицу защитных экранов
```
	Рац пред. № 1054 от 10.05.95
```

Соавторы: Карамян А.А., Милова С.В., Семенов С.В.
123.	Комплект защитных экранов для выполнения комбинированной операции (АЛК + эксимер + лазерная кератэктомия) при коррекции гиперметропии высокой степени.
```
	Рац пред. № 1053 от 10.05.95
```

Соавторы: Карамян А.А., Милова С.В., Семенов С.В., Семенова Н.А.
124.	Набор модифицированных аппланационных линз, используемых при АЛК.
```
	Рац пред. № 1052 от 10.05.95
```

Соавторы: Карамян А.А., Милова С.В., Семенов С.В.
125.	Методика фиксации трансплантатов при помощи роговичных гвоздей.
```
	Рац пред. № 1078 от 30.08.95
```

Соавторы: Карамян А.А., Милова С.В., Семенов С.В.
126.	Устройство для моделирования роговичных дисков.
```
	Рац пред. № 1077 от 30.08.95
```

Соавторы: Федосеев В.Н., Колгатин В.А., Семенов С.В., Медяник Е.В.
127.	Валик с коллагеновым покрытием для ламеллярных кератопластических операций.
```
	Рац пред. № 1076 от 30.08.95
```

Соавторы: Бадзыма В.Г., Милова С.В., Семенов С.В.
128.	Аксиальный ЛАЗИК как метод коррекции смешанного астигматизма.
```
	Офтальмохирургия и терапия. - 2003.- №3. – С.12-15.
```

Соавторы: Беликова Е.И.
129.	Первый опыт применения лазерного in situ кератомилеза (LASIK) для лечения анизометропий у детей и подростков.
```
	Офтальмология на рубеже веков. Сборник научных статей. - Санкт-Петербург. 2001. - С. 18-19.
```

Соавторы: Беликова Е.И.

### Книги и монографии
- Наука — о глазах: как возвратить зоркость[18];
- Лечение кератоконуса методом кросслинкинга Медведев И. Б., Медведева Н. И., С. Н. Багров ФГУП Издательство «Известия» Управления делами Президента Российской Федерации. г. Москва, 09.06.2010;
- Современные аспекты фемтосекундной лазерной хирургии Медведев И. Б., Куренков В. В., Дергачёва Н.Н. М.: Алигпресс, 2016. — 70 с. ISBN 978-5-9908646-0-3;
- Применение фемтосекундного лазера в рефракционной хирургии роговицы;
- Фотодинамическая терапия в офтальмологии;
- Финансовый менеджмент в медицине Медведев И. Б., Кармишин В.Д. М.: Алигпресс, 2013. — 70 с. ISBN 978-5-9062860-3-1;
- Значение рационального питания в обеспечении функции зрения Медведев И. Б., Медведева Н.И. М.: Алигпресс, 2013. ISBN 978-5-9062860-5-5;
- Глаукома;
- Экспериментальная офтальмология: морфологические основы новых технологий лечений С. А. Обрубов, Г. В. Ставицкая, И. Б. Медведев, А. А. Древаль Издательство БИНОМ, 2011 160 с., 11 табл., 93 ил. ISBN 978-5-9518-0452-5;
- Актуальные вопросы спортивной медицины М.2009 ;
- Птеригиум Медведев И. Б., Дергачёва Н. Н., Финк Е.К. М.: Алигпресс, 2014. — 112 с. ISBN 978-5-906286-06-2;
- Диабетическая ретинопатия и её осложнения. Руководство[19]
- Тесты с дозируемой физической нагрузкой в спортивной медицине.[20]